# 시펑구
시펑구(한국어: 서봉구, 중국어: 西峰区, 병음: Xīfēng Qū)는 중화인민공화국 간쑤성 칭양 시의 현급 행정 구역이다. 넓이는 996km2이고, 인구는 2007년 기준으로 340,000명이다. 1985년에 시펑은 칭양 지구의 현급시로 승격되었다. 2002년에 칭양 지구가 지급시인 칭양 시로 승격되면서 시펑시는 구가 되었다.

## 행정 구역
3개 가도, 2개 진, 5개 향을 관할한다.
- 가도변사소: 北街街道, 南街街道, 西街街道.
- 진: 肖金镇, 董志镇.
- 향: 后官寨乡, 彭原乡, 温泉乡, 什社乡, 显胜乡.